# (2151) Hadwiger
(2151) Hadwiger (1977 VX) – planetoida z pasa głównego asteroid okrążająca Słońce w ciągu 4,1 lat w średniej odległości 2,56 au. Odkryta 3 listopada 1977 roku.